# NGC 7651/1
NGC 7651/1 је елиптична галаксија у сазвежђу Пегаз која се налази на NGC листи објеката дубоког неба.
Деклинација објекта је + 13° 58' 20" а ректасцензија 23h 24m 25,9s. Привидна величина (магнитуда) објекта NGC 7651 износи 14,8 а фотографска магнитуда 15,8. NGC 76511 је још познат и под ознакама MCG 2-59-36, CGCG 431-55, PGC 71344.